# 克维特科韦 (尼古拉耶夫州)
47°26′40″N 30°57′25″E / 47.44444°N 30.95694°E
克维特科韦（烏克蘭語：Квіткове），2024年9月前名为佩爾紹特拉夫尼夫卡（烏克蘭語：Першотравнівка），是烏克蘭的村落，位於該國南部尼古拉耶夫州，由沃茲涅先斯克區莫斯托韋市鎮負責管轄，始建於1946年，面積0.24平方公里，海拔高度28米，2001年人口54，人口密度每平方公里224.1人。
2024年9月19日，乌克兰最高拉达将此村的名字改为克维特科韦。